# Gran Premio del Portogallo 1985
Il Gran Premio del Portogallo 1985 è stata la seconda prova della stagione 1985 del Campionato mondiale di Formula 1. Si è corsa domenica 21 aprile 1985 sul Circuito di Estoril. La gara è stata vinta dal brasiliano Ayrton Senna su Lotus-Renault; per il vincitore si trattò del primo successo nel mondiale. Ha preceduto sul traguardo l'italiano Michele Alboreto su Ferrari e il francese Patrick Tambay su Renault.
Senna fece sua anche la pole position, il giro veloce in gara e condusse la gara per sua interezza, realizzando così il suo primo Grand Chelem.
La gara rappresentò l'esordio, nel campionato mondiale di Formula 1, per la casa tedesca Zakspeed.

## Vigilia

### Aspetti tecnici
La Formula 1 ritornò, dopo sei mesi, sul circuito portoghese che, nel frattempo, era stato riasfaltato, eliminando quegli avvallamenti della pista che erano stati criticati dai piloti nell'edizione precedente.
La Renault copiò i deflettori posti dinnanzi alle gomme posteriori, presentati dalla Lotus, nella gara del Brasile. La Williams, motorizzata Honda, impiegò nuovi turbocompressori IHI, coi condotti di alimentazione che correvano lungo i fianchi della monoposto. Modificò più pesantemente la vettura l'Alfa Romeo, con nuove prese d'aria, nuove sospensioni, nuovi alettoni e nuovo estrattore.
La scuderia Zakspeed presentò la sua prima vettura di Formula 1, la 841, spinta da un motore turbo costruito in proprio dalla casa tedesca. La monoposto, in fibra di carbonio, era stata progettata da Paul Brown. Gommata dalla Goodyear, era azionata da un cambio derivato da quello Hewland, ma perfezionato dalla stessa scuderia.

### Aspetti sportivi
Il 16 aprile la Scuderia Ferrari decise di licenziare René Arnoux. Il francese, che correva per la scuderia italiana dal 1983, soffriva di problemi fisici. Nell'inverno 1984-1985 era stato operato alla gamba destra, per un'ipertrofia muscolare. Al suo posto venne ingaggiato lo svedese Stefan Johansson, liberato dalla Toleman, che non era in grado di schierarsi al via delle gare, per l'assenza di una fornitura di pneumatici. Sul circuito era comunque presente John Watson, l'unico rimasto sotto contratto con il team britannico, così come il personale della scuderia.
Lo svedese aveva corso la prima gara, in Brasile, con la Tyrrell che, nel frattempo, aveva risolto i problemi di contratto con Stefan Bellof, reimpiegandolo così come pilota titolare.
La scuderia tedesca Zakspeed ingaggiò il pilota britannico Jonathan Palmer, che aveva disputato la stagione precedente con la RAM. La scuderia aveva una certa esperienza nei campionati turismo tedeschi, nonché nel campionato endurance. Era supportata dal produttore di sigarette West.

## Qualifiche

### Resoconto
La prima giornata di prove fu caratterizzata dalla pioggia. I più rapidi furono i piloti della Lotus, con Ayrton Senna che riuscì a battere Elio De Angelis, che era stato il più rapido nei primi minuti della sessione. Alle spalle del duo della scuderia motorizzata Renault si piazzarono Niki Lauda, Michele Alboreto e Alain Prost.
Stefan Johansson, l'altro pilota della Ferrari, al suo esordio con la casa di Maranello, fu dodicesimo. Come Alboreto anche lo svedese non riuscì a trovare un giro veloce, incontrando del traffico nel suo tentativo migliore. La Ferrari non era riuscita, comunque, nemmeno nelle prove libere del mattino a trovare un assetto ottimale.
La prove del venerdì furono caratterizzate anche da un incidente tra Eddie Cheever e Nigel Mansell, con il pilota statunitense che tamponò la vettura del britannico. I due piloti dettero la responsabilità a Riccardo Patrese, che sopraggiungeva con l'altra Alfa Romeo.
Al sabato il tempo asciutto permise ai piloti di trovare le migliori prestazioni. Senna, primo al venerdì, confermò la prima posizione, anche al sabato. Il brasiliano, alla sua prima pole position in carriera, ottenne il tempo record di 1'21"007, abbassando di quasi sette decimi il precedente record di Nelson Piquet. La prima fila venne completata da Alain Prost, mentre De Angelis, l'altro pilota della Lotus, quarto, venne prima penalizzato dal traffico in pista, poi dalla rottura del turbo in un giro che lo stava portando in prima posizione. Terzo si era posizionato Rosberg, con una Williams che finiva in traverso, per la potenza del motore, nelle curve.
Le Ferrari mostravano ancora dei problemi di motricità, con Johansson che fu anche costretto a utilizzare il muletto, adattato però alle misure di Alboreto. Il tempo ottenuto sabato da Piercarlo Ghinzani, dell'Osella, vennero annullati in quanto l'alettone anteriore venne fissato a un'altezza non regolamentare.

### Risultati
I risultati delle qualifiche furono i seguenti:
| Pos | Nº | Pilota             | Costruttore           | Tempo    | Griglia |
| --- | -- | ------------------ | --------------------- | -------- | ------- |
| 1   | 12 | Ayrton Senna       | Lotus-Renault         | 1'21"007 | 1       |
| 2   | 2  | Alain Prost        | McLaren-TAG Porsche   | 1'21"420 | 2       |
| 3   | 6  | Keke Rosberg       | Williams-Honda        | 1'21"904 | 3       |
| 4   | 11 | Elio De Angelis    | Lotus-Renault         | 1'22"159 | 4       |
| 5   | 27 | Michele Alboreto   | Ferrari               | 1'22"577 | 5       |
| 6   | 16 | Derek Warwick      | Renault               | 1'23"084 | 6       |
| 7   | 1  | Niki Lauda         | McLaren-TAG Porsche   | 1'23"288 | 7       |
| 8   | 25 | Andrea De Cesaris  | Ligier-Renault        | 1'23"302 | 8       |
| 9   | 5  | Nigel Mansell      | Williams-Honda        | 1'23"594 | PL      |
| 10  | 7  | Nelson Piquet      | Brabham-BMW           | 1'23"618 | 10      |
| 11  | 28 | Stefan Johansson   | Ferrari               | 1'23"652 | 11      |
| 12  | 15 | Patrick Tambay     | Renault               | 1'24"111 | 12      |
| 13  | 22 | Riccardo Patrese   | Alfa Romeo            | 1'24"230 | 13      |
| 14  | 23 | Eddie Cheever      | Alfa Romeo            | 1'24"563 | PL      |
| 15  | 9  | Manfred Winkelhock | RAM-Hart              | 1'24"721 | 15      |
| 16  | 18 | Thierry Boutsen    | Arrows-BMW            | 1'24"747 | 16      |
| 17  | 17 | Gerhard Berger     | Arrows-BMW            | 1'24"842 | 17      |
| 18  | 26 | Jacques Laffite    | Ligier-Renault        | 1'24"943 | 18      |
| 19  | 8  | François Hesnault  | Brabham-BMW           | 1'25"717 | 19      |
| 20  | 10 | Philippe Alliot    | RAM-Hart              | 1'26"187 | 20      |
| 21  | 4  | Stefan Bellof      | Tyrrell-Ford Cosworth | 1'27"284 | 21      |
| 22  | 3  | Martin Brundle     | Tyrrell-Ford Cosworth | 1'27"602 | 22      |
| 23  | 30 | Jonathan Palmer    | Zakspeed              | 1'28"166 | 23      |
| 24  | 21 | Mauro Baldi        | Spirit-Hart           | 1'28"473 | 24      |
| 25  | 29 | Pierluigi Martini  | Minardi-Ford Cosworth | 1'28"596 | PL      |
| 26  | 24 | Piercarlo Ghinzani | Osella-Alfa Romeo     | 1'30"855 | 26      |

## Gara

### Resoconto
Una forte pioggia colpì il tracciato, già ben prima della partenza. Nigel Mansell e Pierluigi Martini danneggiarono le loro vetture nel giro d'installazione (il primo effettuò un testacoda mentre il secondo andò a sbattere), e furono costretti a partire dalla corsia dei box. Stessa sorte toccò a Eddie Cheever: col turbo in panne sulla vettura titolare, fu costretto a utilizzare il muletto, e a non poter partire dalla griglia. La griglia non venne però modificata dalle assenze, se non per le piazzole rimaste vuote.
Ayrton Senna, che partiva dalla pole position, mantenne agevolmente il comando della gara, anche perché Alain Prost, l'altro pilota in prima fila, ebbe dei problemi al via, superato anche da Elio De Angelis. Seguivano, poi, Michele Alboreto, Derek Warwick e Niki Lauda. Rosberg rimase fermo con la vettura in mezzo alla griglia, tanto da venir colpito da Jonathan Palmer. Il finlandese, con l'aiuto dei commissari, poté comunque avviarsi, e lo stesso Palmer riuscì comunque a proseguire, anche se si ritirò dopo poco.
Al terzo giro Lauda passò Warwick. Le condizioni della pista, molto difficili, portarono a diversi incidenti. Al quarto giro finì in testacoda François Hesnault, per un malfunzionamento del motore, mentre Philippe Alliot finì fuori pista a causa dell'aquaplaning. Il giro dopo Riccardo Patrese tamponò Stefan Johansson, ed entrambi finirono in testacoda. Il padovano non poté proseguire il gran premio. Sorpresi dall'incidente vennero a contatto gli accorrenti Stefan Bellof e Manfred Winkelhock, che poterono però continuare la gara.
Chi si trovava in maggiore difficoltà erano i piloti con le gomme Pirelli. Jacques Laffite fu costretto presto ai box, mentre Andrea De Cesaris fu anche autore di un'uscita di pista. Anche Martini fu autore di un'escursione fuori pista. Al quattordicesimo giro Warwick cedette la posizione a Tambay; nello stesso giro Gerhard Berger, dopo un testacoda, abbandonò la gara. Prost e Alboreto si avvicinarono a De Angelis, senza però riuscire a passarlo. Proseguirono gli incidenti: al diciassettesimo giro Winkelhock tamponò Johansson, nel corso di un doppiaggio. Entrambi ripartirono lo svedese fu costretto ai box, per montare un nuovo musetto. Keke Rosberg terminò in testacoda, alla Parabolica, colpì un guard-rail, fratturandosi anche un pollice. I commissari dovettero spostare la vettura che era rimasta in traiettoria.
Al ventunesimo giro Warwick uscì dal tracciato, rientrando ai box per cambiare gli pneumatici e riparare la sua Renault. Tre giri dopo si fermò anche Nelson Piquet, a causa della scarsa aderenza che le Pirelli dimostravano in condizioni di bagnato estremo. Il brasiliano fu poi costretto a box, quattro giri dopo, sempre per provare nuove gomme. Baldi, nello stesso giro, abbandonò, dopo un testacoda. A metà gara Senna comandava con oltre 37 secondi di margine su De Angelis che, a sua volta, precedeva di pochi decimi Prost. Alboreto era a 5 secondi dal suo connazionale, godendo di un margine di oltre 41 secondi su Tambay.
Al trentunesimo giro Prost attaccò ancora De Angelis ma, finito su un rivolo d'acqua, perse il controllo della sua vettura, che terminò contro un muretto: il francese dovette ritirarsi. Un giro dopo decise di ritirarsi anche Piquet, seguito da De Cesaris, impossibilitato a tenere in pista la sua vettura. Al trentasettesimo giro Senna mise quattro ruote sull'erba, ma mantenne il controllo della vettura, e poté proseguire la gara al comando. Al quarantatreesimo giro Alboreto si avvicinò a De Angelis, passandolo alla prima curva. Il pilota della Lotus cercò di resistere, uscendo anche di pista alla terza curva, ma senza successo.
La pioggia aumentò ancora d'intensità, tanto che i direttori sportivi delle squadre proposero di interrompere la gara, senza però che la direzione di corsa accogliesse la proposta. Anche Senna, al comando, e Lauda, che si era ritirato alla tornata quarantanove per problemi al motore, cercarono vanamente di convincere la direzione di gara a interrompere il gran premio. Nel frattempo Nelson Piquet aveva cercato di riprendere la pista, ma dopo due giri molto lenti, decise per l'abbandono definitivo. Al 61° giro Patrick Tambay prese la terza posizione a De Angelis, vittima di una foratura lenta, che lo tormentava dal decimo giro. Quattro giri dopo la direzione di corsa, essendo state raggiunte le due ore di gara, avvisò i concorrenti che il GP si sarebbe interrotto al 67° giro, due in meno rispetto alla durata prevista.
Ayrton Senna colse la sua prima vittoria nel mondiale, il settantaquattresimo pilota a riuscirci, precedendo Alboreto di un minuto e tre secondi, unico a pieni giri come il brasiliano, e Tambay. De Angelis riuscì a chiudere comunque quarto. Senna ottenne la prima vittoria per la Lotus dopo il decesso di Colin Chapman. La sua vittoria interruppe una striscia di 8 successi consecutivi della McLaren. Fu anche il primo successo per una vettura motorizzata Renault, dal Gran Premio d'Austria 1983. Senna ottenne anche il Grand Chelem (pole position, giro veloce, vittoria e gara condotta per tutta la sua interezza). Michele Alboreto si trovò in testa al campionato mondiale, cosa che non succedeva a un pilota italiano dal Gran Premio di Monaco 1958, con Luigi Musso.

### Risultati
I risultati del gran premio furono i seguenti:
| Pos | Nº | Pilota             | Costruttore           | Giri | Tempo/Ritiro               | Griglia | Punti |
| --- | -- | ------------------ | --------------------- | ---- | -------------------------- | ------- | ----- |
| 1   | 12 | Ayrton Senna       | Lotus-Renault         | 67   | 2h00'28"006                | 1       | 9     |
| 2   | 27 | Michele Alboreto   | Ferrari               | 67   | + 1'02"978                 | 5       | 6     |
| 3   | 15 | Patrick Tambay     | Renault               | 66   | + 1 giro                   | 12      | 4     |
| 4   | 11 | Elio De Angelis    | Lotus-Renault         | 66   | + 1 giro                   | 4       | 3     |
| 5   | 5  | Nigel Mansell      | Williams-Honda        | 65   | + 2 giri                   | PL      | 2     |
| 6   | 4  | Stefan Bellof      | Tyrrell-Ford Cosworth | 65   | + 2 giri                   | 21      | 1     |
| 7   | 16 | Derek Warwick      | Renault               | 65   | + 2 giri                   | 6       |       |
| 8   | 28 | Stefan Johansson   | Ferrari               | 62   | + 5 giri                   | 11      |       |
| 9   | 24 | Piercarlo Ghinzani | Osella-Alfa Romeo     | 61   | + 6 giri                   | 26      |       |
| NC  | 9  | Manfred Winkelhock | RAM-Hart              | 50   | Non classificato           | 15      |       |
| Rit | 1  | Niki Lauda         | McLaren-TAG Porsche   | 49   | Motore                     | 7       |       |
| Rit | 23 | Eddie Cheever      | Alfa Romeo            | 36   | Motore                     | PL      |       |
| Rit | 2  | Alain Prost        | McLaren-TAG Porsche   | 30   | Testacoda                  | 2       |       |
| Rit | 25 | Andrea De Cesaris  | Ligier-Renault        | 29   | Foratura                   | 8       |       |
| Rit | 7  | Nelson Piquet      | Brabham-BMW           | 28   | Foratura                   | 10      |       |
| Rit | 18 | Thierry Boutsen    | Arrows-BMW            | 28   | Problemi elettrici         | 16      |       |
| Rit | 3  | Martin Brundle     | Tyrrell-Ford Cosworth | 20   | Trasmissione               | 22      |       |
| Rit | 21 | Mauro Baldi        | Spirit-Hart           | 19   | Testacoda                  | 24      |       |
| Rit | 6  | Keke Rosberg       | Williams-Honda        | 16   | Testacoda                  | 3       |       |
| Rit | 26 | Jacques Laffite    | Ligier-Renault        | 15   | Foratura                   | 18      |       |
| Rit | 17 | Gerhard Berger     | Arrows-BMW            | 12   | Testacoda                  | 17      |       |
| Rit | 29 | Pierluigi Martini  | Minardi-Ford Cosworth | 12   | Testacoda                  | PL      |       |
| Rit | 22 | Riccardo Patrese   | Alfa Romeo            | 4    | Collisione con S.Johannson | 13      |       |
| Rit | 10 | Philippe Alliot    | RAM-Hart              | 3    | Testacoda                  | 20      |       |
| Rit | 8  | François Hesnault  | Brabham-BMW           | 3    | Problemi elettrici         | 19      |       |
| Rit | 30 | Jonathan Palmer    | Zakspeed              | 2    | Sospensione                | 23      |       |

## Classifiche Mondiali

### Piloti
| Pos. | Pilota           | Punti |
| ---- | ---------------- | ----- |
| 1    | Michele Alboreto | 12    |
| 2    | Alain Prost      | 9     |
| 3    | Ayrton Senna     | 9     |
| 4    | Elio De Angelis  | 7     |
| 5    | Patrick Tambay   | 6     |
| 6    | René Arnoux      | 3     |
| 7    | Nigel Mansell    | 2     |
| 8    | Jacques Laffite  | 1     |
| 9    | Stefan Bellof    | 1     |

### Costruttori
| Pos | Team                  | Punti |
| --- | --------------------- | ----- |
| 1   | Lotus-Renault         | 16    |
| 2   | Ferrari               | 15    |
| 3   | McLaren-TAG Porsche   | 9     |
| 4   | Renault               | 6     |
| 5   | Williams-Honda        | 2     |
| 6   | Ligier-Renault        | 1     |
| 7   | Tyrrell-Ford Cosworth | 1     |

## Polemiche dopo la gara
La decisione della direzione di gara di non sospendere il gran premio per le avverse condizioni meteorologiche fu aspramente criticata dai piloti. Niki Lauda definì inconcepibile che la gara si fosse svolta in quelle condizioni, mentre Alain Prost sottolineò come il suo errore di guida fosse dovuto all'aquaplaning. Anche il vincitore Ayrton Senna criticò la direzione di gara, ricordando come l'anno prima, a Montecarlo, gara interrotta quando era secondo, le condizioni della pista fossero migliori.
Nel weekend del successivo Gran Premio di San Marino i piloti firmarono una petizione, promossa da Niki Lauda, per chiedere che le gare venissero interrotte quando le condizioni della pista fossero state tali da mettere in pericolo i concorrenti.